# ابدالان
ابدالان، روستایی از توابع بخش مرکزی شهرستان تویسرکان در استان همدان ایران است.

## مردم
مردم این روستا لر هستند و به زبان لری سخن می گویند.

## جمعیت
این روستا در دهستان خرم‌رود قرار دارد و براساس سرشماری مرکز آمار ایران در سال ۱۳۹۵، جمعیت آن ۳۱۵ نفر (۸۸ خانوار) بوده‌است.